# Realme C55
realme C55 — смартфон бюджетного рівня, розроблений realme. Його особливістю стала Мінікапсула з подібним функціоналом до Dynamic Island в iPhone 14 Pro від Apple Inc. Був представлений 7 березня 2023 року.
Крім цього під серією «narzo» був представлений realme narzo N55, що відрізняється від realme C55 тільки кольорами, оформленням задньої панелі та конфігураціями пам'яті.

## Дизайн
Екран виконаний зі скла. В realme C55 задня пласка панель виконана із пластику, що має матову текстуру, подібну за виглядом на краплі дощу, та глянцеву частину навколо камери та спалаху, а в realme narzo N55 задня панель виконана з глянцевого пластику із де верхня частина має сяючий ефект, а нижня — подібну до піску текстуру із відблисками. Грані виконані з матового пластику.
Знизу розміщені роз'єм USB-C, динамік, мікрофон та 3,5 мм аудіороз'єм. З лівого боку смартфона розташований слот під 2 SIM-картки і карту пам'яті формату microSD до 1 ТБ. З правого боку розміщені кнопки регулювання гучності кнопка блокування смартфона, в яку вбудований сканер відбитків пальців.
realme C55 початково продавався в кольорах Сонячний дощ (золотий) та Дощова ніч (Чорний). В честь 5 річниці компанії realme смартфон отримав новий кольоровий варіант під назвою Лісовий дощ (зелений).
realme narzo N55 продавався в кольорах Prime Black (чорний) та Prime Blue (блакитний).

## Технічні характеристики

### Платформа
Смартфони отримали процесор MediaTek Helio G88 та графічний процесор Mali-G52 MC2.

### Батарея
Батарея отримала об'єм 5000 мА·год та підтримку швидкої зарядки SuperVOOC потужністю 33 Вт.

### Камера
Смартфони отримали основну подвійну камеру 64 Мп, f/1.8 (ширококутний) з фазовим автофокусом + 2 Мп, f/2.4 (сенсор глибини). Фронтальна камера отримала роздільність 8 Мп та світлосилу f/2.0 (ширококутний). Основна та фронтальна камери мають можливість запису відео в роздільній здатності 1080p@30fps.

### Екран
Екран IPS LCD із частотою оновлення 90 Гц, діагоналлю 6.72", роздільною здатністю FullHD+ (2400 × 1080) зі співвідношенням сторін 20:9, щільністю пікселів 392 ppi та отвором під фронтальну камеру, що розташований в центрі.

### Пам'ять
realme C35 продавався в комплектаціях 4/64, 6/64, 6/128, 8/128 та 8/256 ГБ.
realme narzo N55 продавався 4/64 та 8/128 ГБ.

### Програмне забезпечення
Смартфони були випущені на realme UI 4.0 на базі Android 13 і був оновлений до realme UI 5.0 на базі Android 14. Програмною особливістю смартфонів стала Мінікапсула, що є аналогом Dynamic Island, реалізованого в лінійці iPhone 14 Pro. Вона може відображати інформацію про стан зарядки телефону, повідомлення про низький рівень заряду, використання даних, а також дані про пройдені за день кроків та відстань.

## Рецензії

### realme C55
Оглядач з інформаційного порталу ITC.ua поставив realme C55 4 бали з 5. До мінусів він відніс малу яскравість дисплея, те, що конкуренти цієї мають кращі характеристики, відносно слабкий процесор та монозвук. До плюсів оглядач відніс дизайн, ціну, екран IPS 90 Гц, об'єм пам'яті із програмним розширенням оперативної пам'яті, можливість розширення за допомогою microSD, присутність 3,5 мм аудіороз'єма, камеру, автономність, зарядка на 33 Вт, нове ПЗ та спритну оболонку.